# Sivakkojärvi
Sivakkojärvi är en sjö i Finland. Den ligger i kommunen Karleby i landskapet Mellersta Österbotten, i den centrala delen av landet, 400 km norr om huvudstaden Helsingfors. Sivakkojärvi ligger 51 meter över havet. Arean är 16,8 hektar och strandlinjen är 2,69 kilometer lång. Sjön  ingår i Bottenvikens kustområde.   I omgivningarna runt Sivakkojärvi växer i huvudsak blandskog.
I övrigt finns följande i Sivakkojärvi:
- Rahkasaari (en ö)